# Uzsa, Veszprém
Uzsa  este un sat în districtul Tapolca, județul Veszprém, Ungaria, având o populație de 338 de locuitori (2011). 

## Demografie
Componența etnică a satului Uzsa
     Maghiari (100%)
Componența confesională a satului Uzsa
     Romano-catolici (38,46%)
     Fără religie (13,02%)
     Reformați (1,48%)
     Necunoscută (47,04%)
Conform recensământului din 2011, satul Uzsa avea 338 de locuitori. Din punct de vedere etnic, majoritatea locuitorilor (100,0%) erau maghiari. Nu există o religie majoritară, locuitorii fiind romano-catolici (38,46%), persoane fără religie (13,02%) și reformați (1,48%). Pentru 47,04% din locuitori nu este cunoscută apartenența confesională.